# Giuseppe Valenti (scultore)
Giuseppe Valenti (Palermo, ... – ...; fl. XIX-XX secolo) è stato uno scultore italiano attivo tra la fine del XIX secolo e l'inizio del XX secolo.

## Biografia

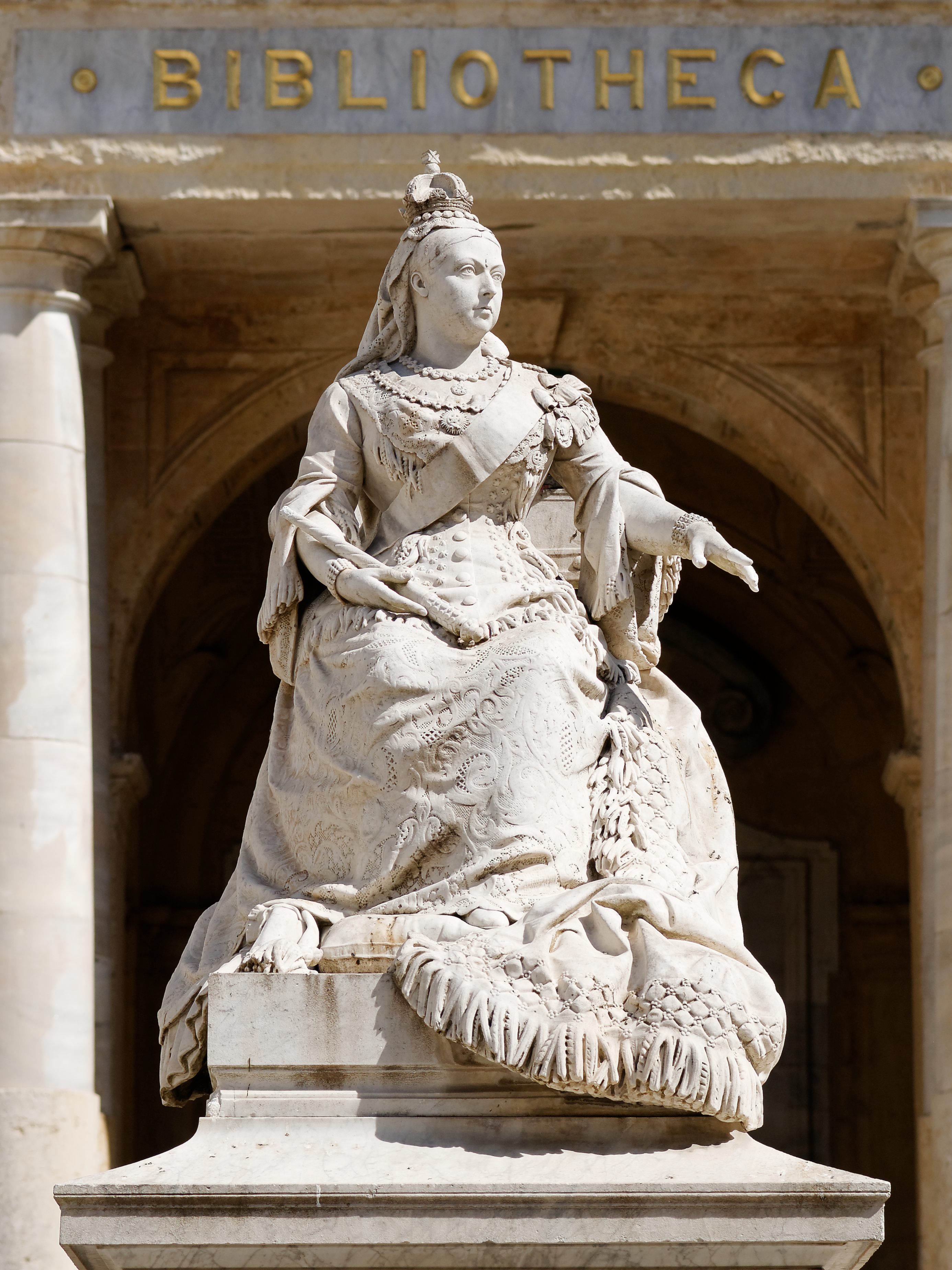
Statua della Regina Victoria a La Valletta

Valenti è nato a Palermo ed era figlio di Salvatore Valenti (1835-1903), anch'egli scultore e intagliatore del legno. Le sue opere includono una statua seduta di San Publio nella Cattedrale di San Paolo a Mdina, Malta (1885), un busto in terracotta del governatore Lintorn Simmons presso il Casino Notabile (1887) e una statua in marmo della regina Vittoria a La Valletta (1891). Quest'ultima è una delle opere più famose dell'artista.
Ha anche scolpito monumenti funerari e diverse opere per le chiese di Palermo.